# فيل لامار
فيل لامار (بالإنجليزية: Phil LaMarr)‏ (و. 1967  م) هو كوميدي ارتجالي، ومخرج أفلام، ومخرج تلفزيوني، ومنتج أفلام، ومنتج تلفزيوني، وكاتب سيناريو، ومغني، وراقص، ومؤدي أصوات، وممثل هزلي، وممثل أفلام، وممثل تلفزي أمريكي، ولد في لوس أنجلوس.

## التعليم
تعلم في جامعة ييل.

## أعمال بارزة
من أهم أعماله:
- ساموراي جاك
- فيوتشوراما
- ديد آيلاند
- خيال رخيص.

## وصلات خارجية
- فيل لامار على موقع IMDb (الإنجليزية)
- فيل لامار على موقع ميتاكريتيك (الإنجليزية)
- فيل لامار على موقع روتن توميتوز (الإنجليزية)
- فيل لامار على موقع قاعدة بيانات الأفلام العربية
- فيل لامار على موقع ألو سيني (الفرنسية)
- فيل لامار على موقع ميوزك برينز (الإنجليزية)
- فيل لامار على موقع أول موفي (الإنجليزية)
- فيل لامار على موقع قاعدة بيانات برودواي على الإنترنت (الإنجليزية)
- فيل لامار على موقع إن إن دي بي (الإنجليزية)
- فيل لامار على موقع ديسكوغز (الإنجليزية)